# کلن (منطقه)
کلن (به آلمانی: Cologne (region)) یک رگیرونگسبتسیرک (منطقه اداری) در آلمان است که در نوردراین-وستفالن واقع شده‌است.

## خصوصیات
کلن ۹۹۳٬۵۰۹ نفر جمعیت دارد.